# Don (Nord)
Pour les articles homonymes, voir Don.
Don est une commune française relevant du département du Nord (59) et de la région Hauts-de-France. Culturellement, Don est situé en Flandre romane dans le pays des Weppes. Elle fait partie de la Métropole européenne de Lille.

## Géographie

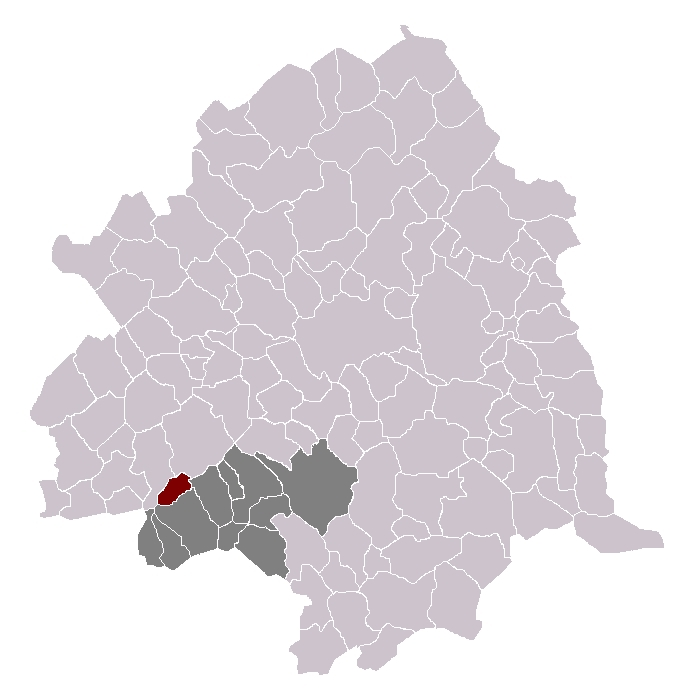
Don dans son canton et son arrondissement

### Communes limitrophes
| Sainghin-en-Weppes |           | Wavrin              |
|                    | Don       | Allennes-les-Marais |
|                    | Annœullin |                     |

### Hydrographie
La commune est située dans le bassin Artois-Picardie. Elle n'est drainée par aucun cours d'eau,.

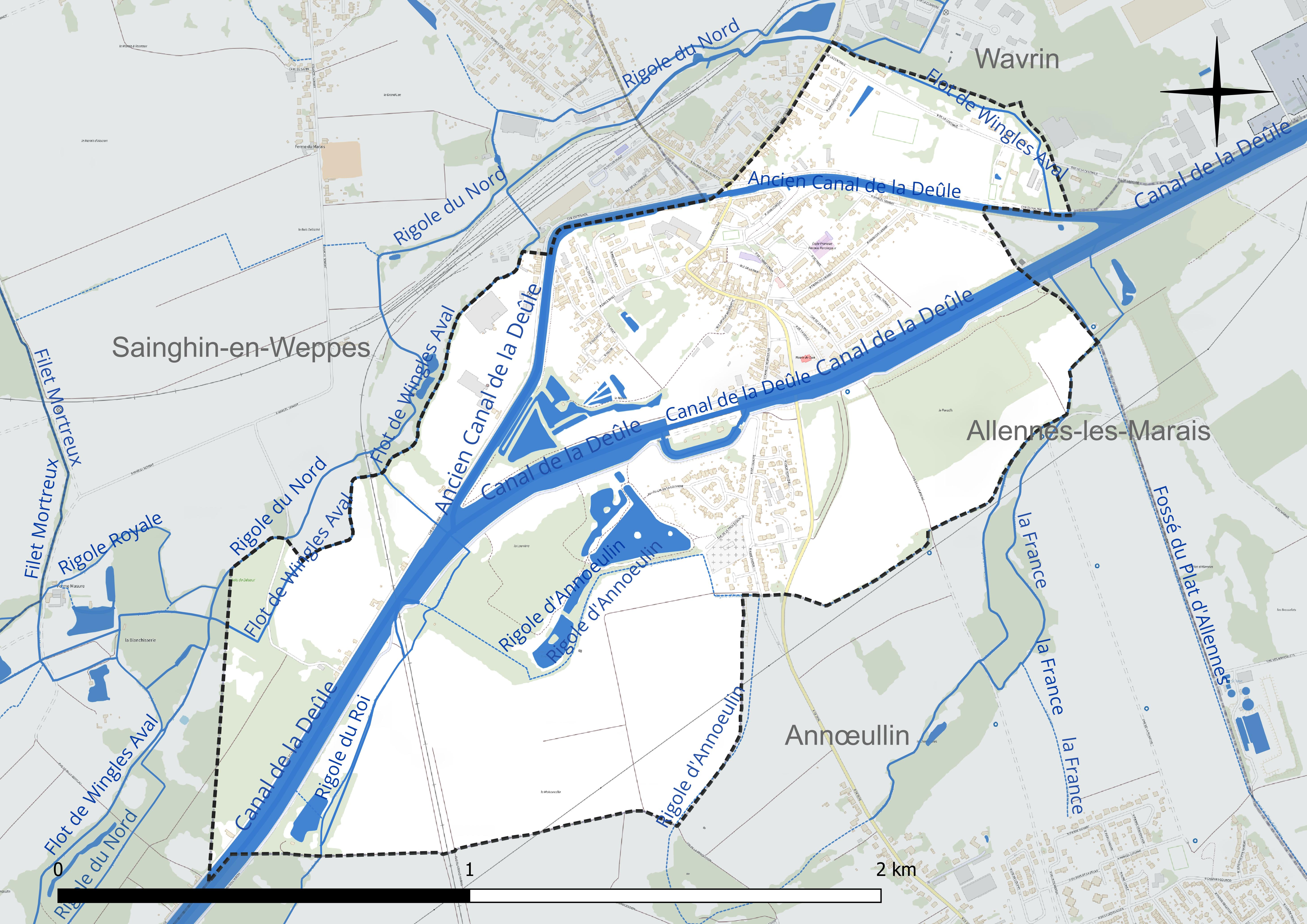
Réseau hydrographique de Don.

### Climat
Pour des articles plus généraux, voir Climat des Hauts-de-France et Climat du Nord.
En 2010, le climat de la commune est de type climat océanique dégradé des plaines du Centre et du Nord, selon une étude du CNRS s'appuyant sur une série de données couvrant la période 1971-2000. En 2020, Météo-France publie une typologie des climats de la France métropolitaine dans laquelle la commune est exposée à un climat océanique et est dans la région climatique  Nord-est du bassin Parisien, caractérisée par un ensoleillement médiocre, une pluviométrie moyenne régulièrement répartie au cours de l'année et un hiver froid (3 °C). 
Pour la période 1971-2000, la température annuelle moyenne est de 10,6 °C, avec une amplitude thermique annuelle de 14,1 °C. Le cumul annuel moyen de précipitations est de 701 mm, avec 11,8 jours de précipitations en janvier et 9,2 jours en juillet. Pour la période 1991-2020, la température moyenne annuelle observée sur la station météorologique la plus proche, située sur la commune de Lesquin à 14 km à vol d'oiseau, est de 11,3 °C et le cumul annuel moyen de précipitations est de 740,0 mm,. Pour l'avenir, les paramètres climatiques de la commune estimés pour 2050 selon différents scénarios d'émission de gaz à effet de serre sont consultables sur un site dédié publié par Météo-France en novembre 2022.

## Urbanisme

### Typologie
Au 1er janvier 2024, Don est catégorisée ceinture urbaine, selon la nouvelle grille communale de densité à sept niveaux définie par l'Insee en 2022.
Elle appartient à l'unité urbaine de Wavrin, une agglomération intra-départementale regroupant trois  communes, dont elle est une commune de la banlieue,,. Par ailleurs la commune fait partie de l'aire d'attraction de Lille (partie française), dont elle est une commune de la couronne,. Cette aire, qui regroupe 201 communes, est catégorisée dans les aires de 700 000 habitants ou plus (hors Paris),.

### Occupation des sols
L'occupation des sols de la commune, telle qu'elle ressort de la base de données européenne d'occupation biophysique des sols Corine Land Cover (CLC), est marquée par l'importance des territoires agricoles (58 % en 2018), en diminution par rapport à 1990 (66 %). La répartition détaillée en 2018 est la suivante : 
terres arables (26,6 %), zones urbanisées (24,2 %), prairies (17 %), zones agricoles hétérogènes (14,4 %), espaces verts artificialisés, non agricoles (11,8 %), forêts (5,2 %), zones industrielles ou commerciales et réseaux de communication (0,9 %). L'évolution de l'occupation des sols de la commune et de ses infrastructures peut être observée sur les différentes représentations cartographiques du territoire : la carte de Cassini (XVIIIe siècle), la carte d'état-major (1820-1866) et les cartes ou photos aériennes de l'IGN pour la période actuelle (1950 à aujourd'hui).

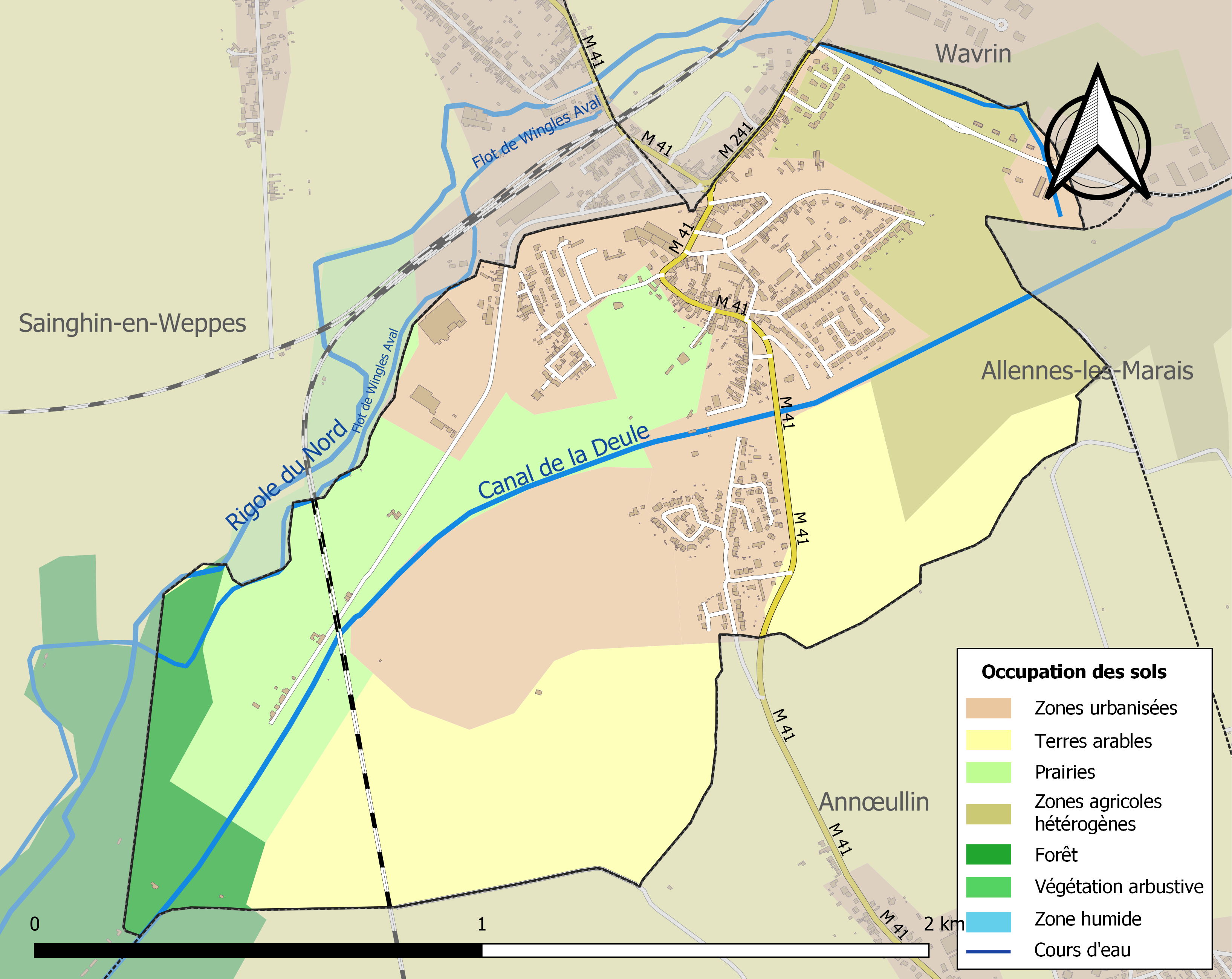
Carte des infrastructures et de l'occupation des sols de la commune en 2018 (CLC).

### Voies de communication et transports
La gare de Don - Sainghin est située sur le territoire de la commune limitrophe de Sainghin-en-Weppes. Elle est desservie par des TER Hauts-de-France effectuant des missions entre les gares de Lille-Flandres et de Béthune, Lens ou de Saint-Pol-sur-Ternoise.
La commune est desservie, en 2023, par la ligne 917 et la ligne de transport à la demande 22R du réseau Ilévia, et par la ligne 880 du réseau interurbain Arc-en-Ciel 2.

## Toponymie
- Donz (1177), Dons (1758). Donk en flamand.

Le nom de Don vient du germanique dunga (éminence entourée de marais),.

## Histoire
En 1931, une ligne de tramway relie Don à Fromelles.

## Politique et administration
| Période                                  | Période      | Identité         | Étiquette | Qualité |
| ---------------------------------------- | ------------ | ---------------- | --------- | ------- |
| 1948                                     | 1953         | Paul Alexandre   |           |         |
| 1953                                     | 1974         | Joachim Crespel  |           |         |
| 1974                                     | 1994         | André Lelong     |           |         |
| 1994                                     | février 2007 | Régis Petit      |           |         |
| février 2007                             | mars 2014    | Éric Parsy       | DVD       |         |
| mars 2014                                | 2026         | André-Luc Dubois | DVD       |         |
| Les données manquantes sont à compléter. |              |                  |           |         |

## Population et société

### Démographie

#### Évolution démographique
L'évolution du nombre d'habitants est connue à travers les recensements de la population effectués dans la commune depuis 1954. Pour les communes de moins de 10 000 habitants, une enquête de recensement portant sur toute la population est réalisée tous les cinq ans, les populations de référence des années intermédiaires étant quant à elles estimées par interpolation ou extrapolation. Pour la commune, le premier recensement exhaustif entrant dans le cadre du nouveau dispositif a été réalisé en 2005.

En 2022, la commune comptait 1 401 habitants, en évolution de +7,19 % par rapport à 2016 (Nord : +0,51 %, France hors Mayotte : +2,11 %).
| 1954 | 1962 | 1968  | 1975  | 1982  | 1990  | 1999  | 2005  | 2006  |
| ---- | ---- | ----- | ----- | ----- | ----- | ----- | ----- | ----- |
| 905  | 977  | 1 007 | 1 072 | 1 182 | 1 201 | 1 141 | 1 313 | 1 319 |

| 2010  | 2015  | 2020  | 2022  | - | - | - | - | - |
| ----- | ----- | ----- | ----- | - | - | - | - | - |
| 1 365 | 1 322 | 1 362 | 1 401 | - | - | - | - | - |

#### Pyramide des âges
La population de la commune est relativement jeune.
En 2018, le taux de personnes d'un âge inférieur à 30 ans s'élève à 34,2 %, soit en dessous de la moyenne départementale (39,5 %). À l'inverse, le taux de personnes d'âge supérieur à 60 ans est de 23,7 % la même année, alors qu'il est de 22,5 % au niveau départemental.
En 2018, la commune comptait 631 hommes pour 681 femmes, soit un taux de 51,91 % de femmes, légèrement supérieur au taux départemental (51,77 %).
Les pyramides des âges de la commune et du département s'établissent comme suit.
| Hommes | Classe d’âge | Femmes |
| ------ | ------------ | ------ |
| 0,2    | 90 ou +      | 0,4    |
| 5,5    | 75-89 ans    | 7,5    |
| 15,7   | 60-74 ans    | 18,0   |
| 21,1   | 45-59 ans    | 22,2   |
| 20,6   | 30-44 ans    | 20,2   |
| 16,0   | 15-29 ans    | 16,0   |
| 20,9   | 0-14 ans     | 15,7   |

| Hommes | Classe d’âge | Femmes |
| ------ | ------------ | ------ |
| 0,5    | 90 ou +      | 1,4    |
| 5,3    | 75-89 ans    | 8,1    |
| 14,8   | 60-74 ans    | 16,2   |
| 19,1   | 45-59 ans    | 18,4   |
| 19,5   | 30-44 ans    | 18,7   |
| 20,7   | 15-29 ans    | 19,1   |
| 20,2   | 0-14 ans     | 18     |

## Lieux
- Étangs André Lelong - Parc de la Deule.
- Parc de la Louvière.

## Religion
L'église de l'Immaculée Conception, inscrite aux Monuments historiques, fut érigée en 1758. Le territoire donois est intégré à la paroisse catholique Saint-Jean-en-Weppes dont font également partie Sainghin-en-Weppes et Wavrin (lieu du presbytère). L'abbé François COS en est son curé. La paroisse se trouve sur le doyenné Haubourdin-Weppes, qui fait lui-même partie du Diocèse de Lille.

## Pour approfondir